# Повернення до Едему
«Повернення до Едему» — науково-фантастичний, альтернативно-історичний роман знаменитого фантаста Гаррі Гаррісона, написаний у 1988 році. Заключна частина трилогії «Едем».

## Сюжет
Керрік зі своїм невеликим саммадом (племенем) живе на березі озера поблизу міста іілане Альпеасака. Самиці іілан помічають двох самців і ґвалтують Імехеї; після народження потомства він гине, і Надаске залишається на самоті. У Керрика і Армун народжується дочка Ісель.
Останні іілани покидають місто Ікхалменец і переселяються до Альпеасаку. Тану залишають долину саску і вирушають на північ. Дивна хвороба вражає їхню живу зброю хесотсани, які є єдиною гарантією виживання тут на півдні, населеному хижаками. Тану здобувають нові хесотсани, що ледь не призводить до початку нової війни з ііланами. Керрік знаходить вихід зі становища, вивідавши у парамутан секрет приготування отруйної суміші, з допомогою якої вони полюють на морських корів.
Серед Дочок Життя в Амбаласокеї наростають чвари. Частина Дочок на чолі з Фар хоче долучити місцевих іілане'-аборигенів сорогетсо до використання знарядь. Щоб запобігти сторонньому втручанню, Амбаласи присипляє всіх сорогетсо і перевозить їх на ізольований острів. Амбаласи і Фар вирушають в Альпеасак, де Амбаласи розповідає эйстаа Ланефенуу про своє відкриття. Фар гине.
Ентобана Вейнте, що лишилась на самоті на узбережжі, товаришує зі зграєю знедолених, живе і полює з ними. Їй набридає це заняття, довгий шлях берегом приводить її до міста Єбеск. Ейстаа Саагакель дає їй завдання приєднатися до групи пошуку зниклого урукето. Вейнте добирається до Амбаласокеї і підступно вбиває голову пошукової партії мисливиців Фафнепто. Пообіцявши Енге, що вона стане ейстаа цього нового міста, Вейнте вирушає, щоб розправитися з Керриком. Вона захоплює в заручники його сина Арнхвіта і обіцяє Керрику, що, виростивши в новому місті фаргі, знову почне війну, доки не винищить всіх устузоу. Однак ііланин Надаске, що став одним Арнхвіта, заколює Вейнте і сам гине, убитий пострілом її хесотсана. Енге обеззброює напарницю Вейнте. Керрік заявляє Енге, що він не вважає себе більш іілане. Енге прощається зі своїм вихованцем.
В епілозі старий Керрік розуміє, що тану, стрімко розвиваючись, рано чи пізно почнуть війну з ііланами за світове панування, і збирається попередити про це Ланефенуу.